# Вершник без голови (фільм, 1973)
«Вершник без голови» (рос. «Всадник без головы») — російський радянський вестерн, детектив, знятий Володимиром Вайнштоком в 1973 році за мотивами однойменного роману Томаса Майна Ріда. Спільне виробництво СРСР і Куби.

## Зміст
Молода американська нація освоює щойно відвойований у Мексики Техас. У місцевого землевласника зникає син, а донька закохується в головного підозрюваного. Та коли кара вже майже відбулася, з'являється нова обставина, яка проллє світло відразу і на вбивство, і на появу в окрузі таємничого безголового вершника, який наводить жах на оточуючих.

## Відмінності від роману
- На початку книги караван Вудлі Пойндекстера заблукав, і Моріс Джеральд допомагає йому знайти берег Леони, розпустивши ласо за своїм конем, слід якого добре було видно на випаленій прерії (відповідна глава книги так і називається - «Слід ласо»). Замість цього для фільму був придуманий досить складний спосіб, де деяка кількість людей стояла із запаленими смолоскипами вздовж берега річки.
- Точно так само у фільмі відсутній епізод зі смерчем.
- У біографію Джеральда-героя фільму, озвучену в сцені судового засідання, вкраплені окремі епізоди з життя самого Майн-Ріда (участь у русі фенієв, дружба з індіанцями).
- Кассій Колхаун в романі після свого викриття біжить один; Моріс Джеральд і Зеб Стамп переслідують його, беруть у полон і повертають. Після цього Колхауна судять за вбивство Генрі Пойндекстера; він зізнається у всьому і, вислухавши смертний вирок, стріляє з пістолета в Джеральда, а потім в себе. У фільмі Колхаун викрадає Луїзу і вбиває її батька, що намагається перешкодити йому. Протиборство Колхауна і Джеральда вирішується їх поєдинком, в ході якого Джеральд за допомогою бича вибиває пістолет із руки Колхауна, а потім тіснить його до краю високого обриву, поки той не зривається вниз (критики оцінили цю сцену як надмірно жорстоку і таку, що знижує позитивність образу Джеральда).
- У романі Ісидора і Луїза зустрічаються в хатині Моріса, коли той лежить без свідомості. Зрозумівши з його безладних слів, що він любить Луїзу, Ісидора, страждаючи від ревнощів, їде. У фільмі ця сцена відбувається набагато раніше і виглядає зовсім по-іншому.
- У фільмі Ісидора показана благородної жертвою, тоді як у книзі вона мстива і жорстока. Її діям присвячена окрема глава, під назвою: «Зрадниця».
- У романі Колхаун наприкінці слідства і суду озвучує причину, по якій він убив Генрі: він мав намір убити Джеральда, але помилився через те, що Джеральд і Генрі обмінялися одягом. У фільмі глядач повинен самостійно здогадатися про це.
- У романі власником таверни є німець Обердофер («старий Дуффер»), а Мігель Діас - мустангер, як і Моріс. У фільмі Діас - власник таверни, а німець відсутній.
- По фільму Діас вбиває Ісидору під час судового процесу, коли вона намагається перешкодити йому виступити проти Джеральда як свідку обвинувачення і привселюдно називає його розбійницьку кличку - «Ель Койот», а Колхаун, у свою чергу, вбиває Діаса. Ісидора помирає на руках Луїзи, і її передсмертні слова спонукають Луїзу говорити. У книзі нічого цього немає: Колхаун зобов'язує Луїзу виступати на суді за відмову вийти за нього заміж, а Ісидора гине від рук Діаса тільки в епілозі.
- У фільмі відсутній слуга і молочний брат Моріса Джеральда - Фелім О'Ніл.
- На кулі, яку витягли з трупа, стоять ініціали «К. К.» (як і на лезі кортика Колхауна), тоді як насправді ім'я «Кассій Колхаун» пишеться як «Cassius Calhoun».

## Ролі
- Людмила Савельєва — Луїза Пойндекстер
- Олег Видов — Моріс Джеральд
- Аарне Юкськюла — Кассій Колхаун
- Олександр Милокостий — Генрі Пойндекстер
- Еслінда Нуньєс — Ісидора Коварубіо де Лос Льянос
- Іван Петров — Зеб Стамп
- Алехандро Луго — Пойндекстер
- Енріке Сантіестебан — Ель Койот
- Віктор Біловольський
- Марія Фара — співачка

## Знімальна група
- Автор сценарію: Володимир Вайншток, Павло Фінн
- Режисер: Володимир Вайншток
- Оператор: Костянтин Рижов
- Художник: Грачья Мекінян, Яків Рівош
- Дубляж: Едуард Ізотов,Олександр Білявський, Артем Карапетян, Сергій Мартінсон, Фелікс Яворський
- Музика: Микита Богословський

## Технічні дані
- Кольоровий, широкоформатний